# Patiala and East Punjab States Union

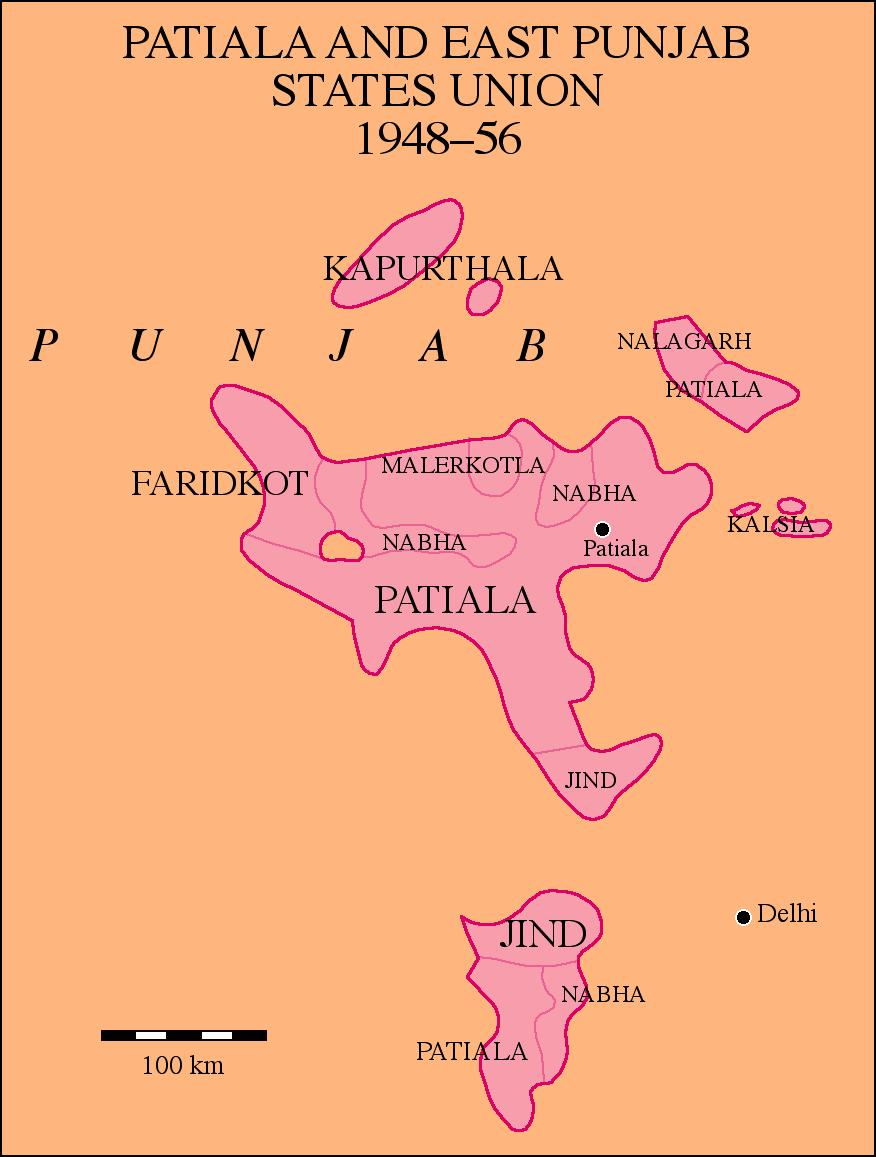
Die Staaten der PEPSU

Die Patiala and East Punjab States Union (PEPSU, Panjabi ਪਟਿਆਲਾ ਅਤੇ ਪੂਰਬੀ ਪੰਜਾਬ ਸਟੇਟਸ ਯੂਨੀਅਨ, Hindi पटियाला एवं पूर्वी पंजाब राज्य संघ) war ein Staat Indiens, der am 15. Juli 1948 durch den Zusammenschluss von acht Fürstenstaaten des Punjab entstand und 1950 nach Inkrafttreten der Verfassung der Republik Indien ein Bundesstaat der Indischen Union wurde. Die meisten Fürsten waren Sikhs. Hauptstadt war Patiala und der letzte Maharaja von Patiala war Rajpramukh (Staatsoberhaupt).
Am 1. November 1956 wurden alle Fürstenstaaten aufgelöst und PEPSU wurde Teil des Bundesstaates Punjab. Der südöstliche Teil um Jind und Narnaul kam 1966 zum Bundesstaat Haryana.
Zu PEPSU gehörten folgende Fürstenstaaten: Patiala, Jind, Nabha, Faridkot, Kapurthala, Kalsia, Malerkotla und Nalagarh. Es hatte eine Fläche von 26.000 km² und 3,4 Millionen Einwohner (1948).

## Politik
P.E.P.S.U. war nach der indischen Verfassung ein sogenannter „B-Staat“, d. h. das formelle Oberhaupt war ein ehemals regierender Fürst mit dem Titel eines ‚Rajpramukh‘. Im Falle von P.E.P.S.U. war dies der Maharaja von Patiala Yadavindra Singh. Die tatsächliche Regierungsgewalt lag jedoch in den Händen des Chief Ministers, der vom Parlament des Bundesstaates gewählt wurde. Während der Zeit des Bestehens von P.E.P.S.U. wurde das Parlament zweimal gewählt, 1951 und 1954. Von 1948 bis 1951 war der Akali-Politiker Gian Singh Rarewala Chief Minister einer Übergangsregierung. Nach der ersten Parlamentswahl wurde Raghbir Singh für etwa ein Jahr Chief Minister. Danach wurde er durch eine Akali-geführte Koalition unter Gian Singh Rarewala als Chief Minister abgelöst, die jedoch auch nur von April 1952 bis März 1953 regierte, weil der Bundesstaat anschließend unter president’s rule gestellt wurde. Es folgten Neuwahlen, bei denen die Kongresspartei die absolute Mehrheit der Mandate gewann. Raghbir Singh wurde erneut Chief Minister und nach seinem Tod im Amt folgte ihm Brish Bhan, der bis zur Auflösung des Staates und Eingliederung in den Punjab im Rahmen des States Reorganisation Acts 1956 amtierte.
| Partei                                | Kürzel  | Wahl 1951 | Wahl 1951 | Wahl 1951 | Wahl 1954 | Wahl 1954 | Wahl 1954 |
| Partei                                | Kürzel  | Stimmen   | in %      | Sitze     | Stimmen   | in %      | Sitze     |
| ------------------------------------- | ------- | --------- | --------- | --------- | --------- | --------- | --------- |
| Indischer Nationalkongress            | INC     | 388.185   | 28,7      | 26        | 696.979   | 43,3      | 37        |
| Akali Party                           | AKAP    | 317.502   | 23,4      | 19        | –         | –         | –         |
| Akali (Mann-Gruppierung)              | SAD(MG) | –         | –         | –         | 334.423   | 20,8      | 10        |
| Akali (Raman-Gruppierung)             | SAD(RG) | –         | –         | –         | 119.301   | 7,4       | 2         |
| Bharatiya Jana Sangh                  | BJS     | 43.809    | 3,2       | 2         | 17.505    | 1,1       | 0         |
| Communist Party of India              | CPI     | 64.652    | 4,8       | 2         | 97.690    | 6,1       | 4         |
| All India Scheduled Castes Federation | SCF     | 47.216    | 3,5       | 1         | –         | –         | –         |
| Kisan Mazdoor Praja Party             | KMPP    | 20.179    | 1,5       | 1         | –         | –         | –         |
| Lal Communist Party                   | LCP     | 21.539    | 1,3       | 1         | –         | –         | –         |
| Praja Socialist Party                 | PSP     | –         | –         | –         | 2224      | 0,1       | 0         |
| Andere Parteien                       |         | 54.438    | 4,0       | 0         | 0         | 0,0       | 0         |
| Unabhängige Kandidaten                | IND     | 396.956   | 29,3      | 8         | 342.787   | 21,3      | 7         |
| Gesamt                                | Gesamt  | 1.354.476 | 100,0     | 60        | 1.610.909 | 100,0     | 60        |

Bei der gesamtindischen Wahl 1951/52 wurden in den drei Einpersonen-Wahlkreisen von P.E.P.S.U. zwei Kandidaten der Kongresspartei und ein Unabhängiger gewählt, in dem Zweipersonenwahlkreis Kapurthala Bhatinda waren zwei Akali Dal-Kandidaten erfolgreich.

## Verwaltung
Administrativ war der Staat anfänglich in acht Distrikte aufgeteilt: Patiala, Sangrur, Bhatinda (heutiger Name: Bathinda), Kapurthala, Mahendragarh, Kohistan, Barnala und Fatehgarh Sahib. Im Jahr 1953 reduzierte sich die Zahl der Distrikte auf fünf, nachdem Barnala mit Sangrur sowie Kohistan und Fatehgarh mit Patiala vereinigt wurden.